# Eugène Delattre
Pour les articles homonymes, voir Delattre.
Eugène-Paul Delattre est un homme politique français né le 3 janvier 1830 à Ramburelles (Somme) et mort le 24 décembre 1898 à Paris.

## Biographie
Avocat à Paris en 1852, il est un opposant au Second Empire. Il est pris par le gouvernement de la Défense nationale, et envoyé comme Préfet de la Mayenne le 8 septembre 1870. Il est Préfet de la Mayenne de septembre 1870 à mars 1871
Pour l'Abbé Angot, il trouva le moyen d'être grotesque alors que les circonstances étaient si douloureusement dramatiques lors de son passage en Mayenne.
Le lendemain des élections du 8 février 1871, il quitte sans bruit Laval et le département, et file sur Bordeaux. Il est conseiller municipal de Paris de 1874 à 1881, il est en même temps l'avocat des journaux La Lanterne et L'Intransigeant. Il est député de la Seine de 1881 à 1889, inscrit à la Gauche radicale.
Il a publié divers ouvrages relatifs aux voies de communication :
- Tribulations des voyageurs et des expéditeurs en chemin de fer (1858, in-18) ;
- Canaux et chemins de fer (1861, in-8°).

On cite encore de lui : 
- Devoirs du suffrage universel (1863, in-18) ;
- La justice dans les prochaines élections (1864, in-18) ;
- Les Étrangleurs de bourse. Illégalités de l'escompte des valeurs (1866, in-8°).

## Sources
: document utilisé comme source pour la rédaction de cet article..
- « Eugène Delattre », dans Alphonse-Victor Angot et Ferdinand Gaugain, Dictionnaire historique, topographique et biographique de la Mayenne, Laval, A. Goupil, 1900-1910 [détail des éditions] (BNF 34106789, présentation en ligne), t.IV
- « Eugène Delattre », dans Adolphe Robert et Gaston Cougny, Dictionnaire des parlementaires français, Edgar Bourloton, 1889-1891 [détail de l’édition]
- « Eugène Delattre », dans le Dictionnaire des parlementaires français (1889-1940), sous la direction de Jean Jolly, PUF, 1960 [détail de l’édition]